# O Carnaval dos Animais
O Carnaval dos Animais, em francês, Le Carnaval des Animaux, é uma peça para dois pianos e orquestra do compositor francês Camille Saint-Saëns composta em fevereiro de 1886, quando o compositor passava férias em uma pequena aldeia na Áustria, após ter chegado de uma turnê sem muito sucesso na Alemanha.
Longe de ser uma inocente peça musical, o compositor tinha por objetivo fazer uma crítica ao cenário musical parisiense no fim do século XIX.
O compositor não permitiu que a obra fosse publicada durante em vida, pois temia que ela arruinasse sua reputação de "compositor sério". Cheia de referências a outros compositores, a obra foi publicada apenas após a sua morte (com exceção do movimento O Cisne que por ter caráter mais sério foi publicado ainda em vida).
Essa obra é composta por 14 movimentos (13 descritivos às personagens, e o “Finale”) para ser apresentada na terça-feira gorda de carnaval.

## Movimentos
A suíte é composta por 14 movimentos (13 descritivos às personagens, e o “Finale”).
I - Introdução e Marcha Real do Leão (Introduction et marche royale du lion)
Tema original de Saint-Saëns, os dois pianos trinam e arpejam; as cordas abrem a marcha do soberbo animal, imitando seus rugidos.
II - Galinhas e Galos  (Poules et Coqs)
Clarinetes, pianos, violinos e viola em um breve trecho à moda de Rameau.
III - Mulas (Hémiones) (Asnos selvagens do Tibet. Animais muito velozes).
Tema original de Saint-Saëns, em um presto furioso, os dois pianos lançam-se em escalas em clima de loucura, e nunca se se alcançam.
IV - Tartarugas (Tortoises)
Offenbach está presente aqui com uma paródia lenta do "Can Can", da obra Orfeu no Inferno. Tocada em andamento extremamente lento pelas cordas, sobre um acompanhamento do piano.
V - O Elefante (L'éléphant)
O contrabaixo com sua imponência sonora conta com ornamentos do piano, tocam uma paródia lenta de "Dança das Sílfides" de A Danação de Fausto de Berlioz, com uma alusão ao scherzo de Sonho de uma noite de verão de Mendelsshon.
VI - Cangurus (Kangourous)
Tema original de Saint-Saëns, os pianistas 'saltitam', hesitam, param...
VII - Aquário (Aquarium)
Nesse tema original de Saint-Saëns, atuam a flauta, a celesta, os dois pianos e as cordas. As flautas dão um sentido de ondas, os pianos um sentido de nadar, a celesta faz parecer gotas de água.
VIII - Personagens de orelhas compridas (Personnages à longues oreilles)
Por poucos compassos, dois violinos alternam seus diálogos.
IX - O cuco nas profundezas dos bosques (Le coucou au fond des bois)
Com o acompanhamento do piano, a terça do cuco é dita e redita pelo clarinete.
X - Pássaros (Volière)
Tema original de Saint-Saëns, uma flauta chilreia com acompanhamento dos pianos e das cordas com a intenção de nos lembrar passarinhos em revoada.
XI - Pianistas (Pianistes)
Inspirada em pianistas iniciantes que incomodavam Saint-Saëns, e que era, segundo o compostor, 'verdadeiros animais, e não dos menos barulhentos'. Nesse movimento, os pianistas devem imitar o toque de um aluno de piano iniciante, alternado em escalas e terças duplas, com notas desafinadas. As cordas rangem, irritam-se e interrompem o insuportável duo.
XII - Fósseis (Fossils)
As antiguidades – uma série de citações que se encadeiam vivamente. A Danse Macabre do próprio Saint-Saëns surge como um leitmotiv do movimento, com o xilofone imitando ossos batendo uns nos outros.
XIII - O Cisne (Le Cygne)
Tema original de Saint-Saëns, o violoncelo toca sobre as harmonia dos pianos. No final ele "adormece".
XIV - Final (Finale)
Um desfile de toda a bicharada, onde desfilam os principais temas ouvidos durante a obra, inclusive a dos pianistas.